# Isabelle af Orléans (1878-1961)
Prinsesse Isabelle af Orléans (Isabelle Marie Laure Mercédès Ferdinande; født 7. maj 1878, død 21. april 1961) var et medlem af den franske kongeslægt Bourbon-Orléans. Gennem sit ægteskab blev hun hertuginde af Guise.

## Forfædre
Isabelle af Orléans var sønnedatter af den franske kronprins Ferdinand Filip af Orléans, hertug af Chartres og hans gemalinde Helene af Mecklenburg-Schwerin samt datterdatter af Antoine, hertug af Montpensier.
Hun var oldedatter af kong Ferdinand 7. af Spanien og arvestorhertug Frederik Ludvig af Mecklenburg-Schwerin samt dobbelt oldedatter af kong Ludvig-Filip af Frankrig

## Familie
Isabelle af Orléans var gift med Jean af Guise (1874–1940), hertug af Guise og fransk tronprætendent som Johan 3. af Frankrig.
De fik fire børn:
- den ældste datter blev først gift med Bruno, greve af Harcourt og derefter med en efterkommer af Joachim Murat (regent af Spanien og konge af Napoli).
- den næstældste datter blev gift med Christophoros af Grækenland og mor til Michael af Grækenland.
- den tredje  datter blev gift med en prins af Savoyen (den 3. hertug af Aosta)
- sønnen Henrik af Paris, greve af Paris, var tronprætendent fra 1940. På denne post blev han efterfulgt af sin søn og sønnesøn.

## Søskende og franske tronprætendenter
Isabelle af Orléans var dobbelt oldedatter af kong Ludvig-Filip af Frankrig og sønnedatter af kronprins Ferdinand Filip af Orléans, hertug af Chartres. 
Hendes far blev tronprætendent i 1883, og han blev efterfulgt på denne post af hendes bror i 1894.
Isabelle af Orléans havde tre søstre. Selv var hun den næstyngste søster. 
Den ældste søster var Amélie af Orléans, der var Portugals sidste dronning i 1889–1908. Hun var gift med kong Karl 1. af Portugal. 
Den næstældste søster var gift med en prins af Savoyen (den 2. hertug af Aosta). 
Den yngste søster blev gift med en prins af Begge Sicilier. Hun blev mormor til kong Juan Carlos af Spanien. 
Isabelle af Orléans's fire brødre døde i 1875, 1881, 1924 og 1926. De efterlod sig ikke børn. 
Efter den længstlevende brors død i 1926, blev Isabelles mand (Jean af Guise) tronprætendent. I 1940 blev han efterfulgt på denne post af deres søn (Henrik af Paris) og derefter af deres sønnesøn og oldesøn.